# Eosentomon weinerae
Eosentomon weinerae  (лат.) — вид бессяжковых скрыточелюстных рода Eosentomon семейства Eosentomidae. Впервые описан польским зоологом Анджеем Шептыцким в 2001 году, вместе с рядом других близкородственных видов из Люксембурга. Видовой эпитет дан в честь доцента Ванды М. Вайнер, сборщика типового материала.

## Распространение, описание
Встречается в Люксембурге и Австрии. Типовой экземпляр (самка) из местности Башляйден-Лангешт, собран с луга. Голова покрыта короткими щетинками. Мандибулы с тремя мелкими зубами. Близок видам Eosentomon mirabile Szeptycki и Eosentomon rusekianum Stimpp & Szeptycki.